# Голмсвілл (Небраска)
Голмсвілл (англ. Holmesville) — переписна місцевість (CDP) в США, в окрузі Ґейдж штату Небраска. Населення — 60 осіб (2020).

## Географія
Голмсвілл розташований за координатами 40°12′5″ пн. ш. 96°39′32″ зх. д. / 40.20139° пн. ш. 96.65889° зх. д. (40.201426, -96.658850).  За даними Бюро перепису населення США в 2010 році переписна місцевість мала площу 0,58 км², з яких 0,58 км² — суходіл та 0,00 км² — водойми.

## Демографія
Згідно з переписом 2010 року, у переписній місцевості мешкала 51 особа в 26 домогосподарствах у складі 14 родин. Густота населення становила 88 осіб/км².  Було 32 помешкання (55/км²).
Расовий склад населення:
| - 94,1 % — білих - 2,0 % — чорних або афроамериканців |

До двох чи більше рас належало 3,9 %. Частка іспаномовних становила 0,0 % від усіх жителів.
За віковим діапазоном населення розподілялося таким чином: 11,8 % — особи молодші 18 років, 56,8 % — особи у віці 18—64 років, 31,4 % — особи у віці 65 років та старші. Медіана віку мешканця становила 51,5 року. На 100 осіб жіночої статі у переписній місцевості припадало 131,8 чоловіків;  на 100 жінок у віці від 18 років та старших — 114,3 чоловіків також старших 18 років.
Цивільне працевлаштоване населення становило 28 осіб. Основні галузі зайнятості: виробництво — 32,1 %, будівництво — 32,1 %, мистецтво, розваги та відпочинок — 17,9 %, освіта, охорона здоров'я та соціальна допомога — 17,9 %.